# Cratere Alicanto
Alicanto è un cratere sulla superficie di Bennu.
Il cratere è dedicato all'omonimo uccello del folklore cileno.